# Shadow of the Moon
Shadow of the Moon (с англ. — «Тень Луны») — дебютный студийный альбом группы Blackmore's Night, основанной легендарным гитаристом Deep Purple и Rainbow — Ричи Блэкмором и его супругой Кэндис Найт. Диск вышел в 1997 году.

## История
Ричи Блэкмор так объяснил причины, которые побудили его записать такой альбом: «Я много лет играл рок-н-ролл, но сейчас мне хочется чего-то нового. Музыку, подобную <…> Blackmore’s Night, я давно слушаю во время досуга. Да и дома на гитаре играю исключительно средневековые вещи. Вполне естественным было выпустить диск с такой музыкой». Немаловажное значение в решении Блэкмора сменить стиль сыграла Кэндис, по словам которой: «Я всегда любила петь про себя или перед моими друзьями. А Ричи вынудил меня показывать свои способности и перед его друзьями на рождественских вечеринках, других тусовках. Бывало, он брал акустическую гитару, я начинала петь, а все подпевали». Со временем, Ричи и Кэндис начали совместно сочинять песни: он придумывал мелодии, а она писала к ним тексты («Ariel» была как раз одной из таких композиций). Как-то, во время очередных «распевок», к ним зашел сосед, пятидесятилетний мужчина. Прослушав результат совместного творчества Блэкмора и Найт, он сказал Ричи: «Я никогда не был твоим поклонником, я даже не знаю, что играли Deep Purple и Rainbow, но если вот эти вещи вы запишете на диск, я его куплю». По словам Кэндис Найт: «И тогда Ричи сказал мне, что это может быть хорошей идеей, Если человеку не знакомому с его творчеством понравилось то, что мы сочинили, может быть это будет интересно и другим». Сыграло свою роль и то, что Блэкмора перестал интересовать рок как таковой.
Завершив в ноябре 1995 года концертный тур в поддержку альбома Stranger in Us All, Ричи Блэкмор с Кэндис Найт принялись за осуществление давних планов выпуска альбома с песнями в стиле эпохи возрождения. К маю 1996 года было записано 6 песен для будущего альбома. «Ariel» предназначалась тоже для этого проекта, но Ричи все же решил включить её в альбом Stranger in Us All. Однако затем работа над альбомом приостановилась, так как Ричи Блэкмор уехал с Rainbow на гастроли.
Сначала Ричи Блэкмор хотел записать альбом в банкетном зале немецкого замка Вартбург, так как ему очень нравилась акустика этого помещения, но в сентябре 1996 года этот зал был занят, и тогда Блэкмор решил работать дома при помощи «передвижки», ибо «запись такой музыки в обыкновенной стерильной студии стала бы кошмаром». Микс альбома был закончен в январе 1997 года.
В свой день рождения, 14 апреля 1997 года, Ричи Блэкмор вместе с Кэндис дали концерт в ресторане «Normandie Inn» (Лонг-Айленд). Впервые на публике были исполнены номера из будущего ренессансного альбома. Тусовка с перерывами длилась почти 6 часов: с полуночи до полшестого утра.
Альбом с ренессансной музыкой был выпущен сначала в Японии 23 апреля 1997 года. Японское отделение «BMG» засняло также видеофильм, в котором Блэкмор и Кэндис Найт, сидя в доме на Лонг-Айленде, рассказывают о записи диска. Название исполнителя — BLACKMORE’S NIGHT — должно было показать, что диск Shadow Of The Moon — результат творчества равноценных партнеров. Европейский релиз состоялся 2 июня, а в США и Канаде он вышел почти через год, 17 февраля 1998 года.

## Список композиций
Авторы музыки и текстов — Блэкмор и Найт, если не указано иное.
| №   | Название               | Комментарий                                                  | Длительность |
| --- | ---------------------- | ------------------------------------------------------------ | ------------ |
| 1.  | «Shadow of the Moon»   |                                                              | 5:06         |
| 2.  | «The Clock Ticks On»   | Тильман Сузато, XVI век                                      | 5:15         |
| 3.  | «Be Mine Tonight»      |                                                              | 2:51         |
| 4.  | «Play, Minstrel, Play» | французская народная из коллекции Пьера Аттаньяна            | 3:59         |
| 5.  | «Ocean Gypsy»          | кавер-версия группы Renaissance; Майкл Данфорд, Бетти Тэтчер | 6:06         |
| 6.  | «Minstrel Hall»        | инструментальная композиция                                  | 2:36         |
| 7.  | «Magical World»        | французская народная из коллекции Пьера Аттаньяна            | 4:02         |
| 8.  | «Writing on the Wall»  | обработка адажио из «Лебединого озера» Петра Чайковского     | 4:35         |
| 9.  | «Renaissance Faire»    | Тильман Сузато, XVI век                                      | 4:16         |
| 10. | «Memmingen»            | инструментальная композиция                                  | 1:05         |
| 11. | «No Second Chance»     |                                                              | 5:39         |
| 12. | «Mond Tanz»            | «лунный танец» (нем.)                                        | 3:33         |
| 13. | «Spirit of the Sea»    |                                                              | 4:50         |
| 14. | «Greensleeves»         | английская народная                                          | 3:47         |
| 15. | «Wish You Were Here»   | кавер-версия группы Rednex                                   | 5:02         |

| №   | Название                                                          | Длительность |
| --- | ----------------------------------------------------------------- | ------------ |
| 16. | «Possum's Last Dance» (Blackmore, Instrumental (US release only)) | 2:42         |

## Участники записи
- Ричи Блэкмор — акустическая гитара, электрогитара, бас-гитара, мандолина, перкуссия, тамбурин
- Кэндис Найт — вокал, бэк-вокал
- Пэт Риган — клавишные
- Джеральд Флэшмен — труба, горн
- Том Браун — виолончель
- Леди Грин — скрипка, альт

приглашённые музыканты
- Иэн Андерсон — флейта в «Play, Minstrel, Play»
- Скотт Хэйзел — вокал в «Play, Minstrel, Play»